# London Bridge (песня Ферги)
«London Bridge» — песня американской певицы Ферги, записанная для её дебютного студийного альбома The Dutchess. Композиция была написана самой певицей, Шоном Гарретом, Майком Хартнеттом и продюсером Polow da Don. Она была выпущена в качестве лид-сингла с него 18 июля 2006 года, отправившись прямиком на радиостанции США. «London Bridge» — это песня в стиле хип-хоп, но с большим влиянием танцевальной музыки. В песне присутствует семпл из композиции «Down to The Nightclub» американского ритм-н-блюзового бэнда Tower of Power.
Критики приняли дебютный сингл певицы смешанными отзывами, некоторые критиковали чересчур сексуальный подтекст, а также сравнивали с песней «Hollaback Girl» Гвен Стефани, которая была выпущена годом ранее. Тем не менее песня была коммерчески успешна, заняв верхние позиции чартов десятка стран, а также возглавила американский Billboard Hot 100. Сингл получил две платиновые сертификации от Американской ассоциации звукозаписывающих компаний за более чем два миллиона проданных копий. Музыкальное видео было снято в Лондоне режиссёром Марком Уэббом.

## Чарты

### Еженедельные чарты
| Чарт (2006)                                 | Пиковая позиция |
| ------------------------------------------- | --------------- |
| Австралия (ARIA)                            | 3               |
| Австрия (Ö3 Austria Top 40)                 | 3               |
| Бельгия/Фландрия (Ultratop 50)              | 14              |
| Бельгия/Валлония (Ultratop 50)              | 16              |
| Бразилия (ABPD)                             | 1               |
| СНГ (TopHit)                                | 35              |
| Чехия (Rádio — Top 100)                     | 7               |
| Дания (Tracklisten)                         | 3               |
| Европа (Billboard European Hot 100 Singles) | 4               |
| Финляндия (Suomen virallinen lista)         | 9               |
| Франция (SNEP)                              | 27              |
| Германия (GfK)                              | 3               |
| Греция (IFPI)                               | 9               |
| Венгрия (Dance Top 40)                      | 25              |
| Ирландия (IRMA)                             | 8               |
| Италия (FIMI)                               | 4               |
| Нидерланды (Dutch Top 40)                   | 31              |
| Новая Зеландия (Recorded Music NZ)          | 1               |
| Норвегия (VG-lista)                         | 2               |
| Шотландия (OCC Scotland)                    | 3               |
| Словакия (Rádio — Top 100)                  | 13              |
| Швеция (Sverigetopplistan)                  | 13              |
| Швейцария (Schweizer Hitparade)             | 6               |
| Великобритания (OCC UK Singles)             | 3               |
| Великобритания (OCC UK Hip Hop/R&B)         | 2               |
| США (Billboard Hot 100)                     | 1               |
| США (Billboard Pop Airplay)                 | 4               |
| США (Billboard Hot R&B/Hip-Hop Songs)       | 56              |

### Годовые чарты
| Чарт (2006)                     | Позиция |
| ------------------------------- | ------- |
| Австралия (ARIA)                | 27      |
| Австрия (Ö3 Austria Top 40)     | 62      |
| Бельгия/Фландрия (Ultratop 50)  | 91      |
| СНГ (Tophit)                    | 172     |
| Германия (GfK)                  | 52      |
| Италия (FIMI)                   | 71      |
| Швеция (Sverigetopplistan)      | 85      |
| Швейцария (Schweizer Hitparade) | 74      |
| США (Billboard Hot 100)         | 22      |

## Сертификации и продажи
| Регион | Сертификация  | Продажи   |
| --- | ------------- | --------- |
| Австралия (ARIA) | Платиновый    | 70 000^   |
| Бразилия (ABPD) | Платиновый    | 40,000*   |
| Великобритания (BPI) | Серебряный    | 200 000^  |
| США (RIAA) | 2× Платиновый | 2 000 000 |
| * Данные о продажах приведены только на основе сертификации. ^ Данные о тиражах приведены только на основе сертификации. |               |           |